# Polygala rojasii
Polygala rojasii är en jungfrulinsväxtart som beskrevs av Chod.. Polygala rojasii ingår i släktet jungfrulinssläktet, och familjen jungfrulinsväxter. Inga underarter finns listade i Catalogue of Life.